# 張羡 (三國)
張羡（2世紀？—200年代），南陽郡人，东汉末年刘表部将。

## 生平
歷官零陵、桂陽太守，官至長沙太守，深得民心。性格屈强，與劉表不合。
200年，官渡之戰時，桓階遊說張羨支持曹操，張羨於是以長沙和鄰近三郡（桂陽、零陵、武陵）反抗劉表，並派使節面見曹操，曹操知道後十分高興，但因為要專注於在官渡抵抗袁紹，未能派兵南下長沙，此時劉表攻打張羨，張羨病死。有子張懌。

## 子
- 張懌，刘表攻打张羡期間，连年無法攻克。曹操当时与袁绍相拒，未能得暇援救。张羡病死，长沙軍拥立张羡子張懌为長沙太守。刘表攻打張怿及零陵郡、桂陽郡，都将其平定，刘表得到了湖南。

## 張羨與張機
在民國時，有幾位學者認為張羨即是《伤寒杂病论》作者张机。支持這個推論的，包括孫鼎宜與郭象聲等人。
反對這個推論的人，有章太炎等。他們舉出幾個疑點，如張機與張羨兩人的歿年紀錄並不一致。章太炎先生在《张仲景事状考》一文中指出，建安四五年间，长沙太守张羡病死，由其儿子张怿继任长沙太守，刘表复派兵攻怿，大约在建安六年彻底打败张怿。只有到了这时，张仲景才有做长沙太守的机会。
章太炎在该文中说：“（张）羡父子相继据长沙，仲景不得为其太守。意者先在荆州，与仲宣（王粲）遇，表即并怿，仲景始以表命官其地，则宜在建安七年矣。
”
章太炎先生认为，刘表打败张怿之后，正是通过王粲的推荐，刘表便任命张仲景出任长沙太守。